# ساندرا سيرفيرا
ساندرا سيرفيرا (بالإسبانية: Sandra Cervera)‏ هي ممثلة ومقدمة ومغنية إسبانية، ولدت يوم 19 يونيو 1985 في بلنسية في إسبانيا.

## روابط خارجية
- ساندرا سيرفيرا على موقع IMDb (الإنجليزية)
- ساندرا سيرفيرا على موقع قاعدة بيانات الفيلم (الإنجليزية)